# Loy Petersen
Loy M. Petersen (nacido el 26 de julio de 1945 en Anaheim, California) es un exjugador de baloncesto estadounidense que jugó durante dos temporadas en la NBA. Con 1,96 metros de estatura, lo hacía en la posición de alero.

## Trayectoria deportiva

### Universidad
Jugó durante tres temporadas con los Beavers de la Universidad Estatal de Oregón, en las que promedió 12,6 puntos y 6,0 rebotes por partido. En 1966 estuvieron a un paso de jugar la Final Four, en un Torneo de la NCAA en el que derrotaron en fases previas a dos de los grandes favoritos al título, UCLA y Houston, pero que cayeron en la antesala de las semifinales ante la Universidad de Utah. Todo el equipo fue incluido por esa hazaña en el Salón de la Fama de la universidad en 1993.

### Profesional
Fue elegido en la decimoséptima posición del Draft de la NBA de 1968 por Chicago Bulls, donde jugó durante dos temporadas, siempre como uno de los últimos hombres del banquillo. Su mejor temporada fue la segunda, la 1969-70, en la que promedió 3,0 puntos y 0,8 rebotes por partido.
En 1970 fue incluido en el draft de expansión, siendo elegido por Cleveland Cavaliers, pero nunca llegó a jugar en el equipo, retirándose del baloncesto en activo.

## Estadísticas de su carrera en la NBA

### Temporada regular
| Temporada | Edad | Equipo        | Liga | P  | TIT | MIN | TC  | TCA | %TC  | 3P | 3PA | %3P | TL  | TLA | %TL  | R.OF. | R.DEF. | REB | ASIS | ROB | TAP | PER | FP  | PTS |
| 1968-69   | 23   | Chicago Bulls | NBA  | 38 |     | 7.9 | 1.2 | 2.9 | .404 |    |     |     | 0.5 | 0.7 | .704 |       |        | 1.1 | 0.7  |     |     |     | 1.0 | 2.8 |
| 1969-70   | 24   | Chicago Bulls | NBA  | 31 |     | 7.5 | 1.1 | 2.9 | .367 |    |     |     | 0.8 | 1.3 | .667 |       |        | 0.8 | 0.7  |     |     |     | 0.7 | 3.0 |
| Total     |      |               | NBA  | 69 |     | 7.7 | 1.1 | 2.9 | .387 |    |     |     | 0.7 | 1.0 | .682 |       |        | 1.0 | 0.7  |     |     |     | 0.9 | 2.9 |